# Teodoro II (exarca)
Teodoro II fue exarca de Rávena entre 677 y 687.

## Historia
Teodoro sucedió a Gregorio en el exarcado en 677. Está registrado que confirmó la elección de Conón como papa el 21 de octubre de 686.
Hombre piadoso, Teodoro favoreció al arzobispo de Rávena durante su mandato. El historiador Agnello de Rávena describe sus donaciones a las iglesias de San Teodoro el Diácono y de Santa María de las Blanquernas y registra que el exarca fue enterrado con su esposa en el segundo monasterio.
Teodoro fue sucedido como exarca de Rávena por Juan II Platino en 687.